# Pulau Poat
Pulau Poat är en ö i Indonesien.   Den ligger i provinsen Sulawesi Tengah, i den nordöstra delen av landet, 1 900 km öster om huvudstaden Jakarta. Arean är 21,8 kvadratkilometer.
Terrängen på Pulau Poat är platt. Öns högsta punkt är 150 meter över havet. Den sträcker sig 4,7 kilometer i nord-sydlig riktning, och 10,4 kilometer i öst-västlig riktning.